# Gyrinus natator
Gyrinus natator är en skalbaggsart som först beskrevs av Carl von Linné 1758.  Gyrinus natator ingår i släktet Gyrinus, och familjen virvelbaggar. Arten är reproducerande i Sverige.

## Bildgalleri

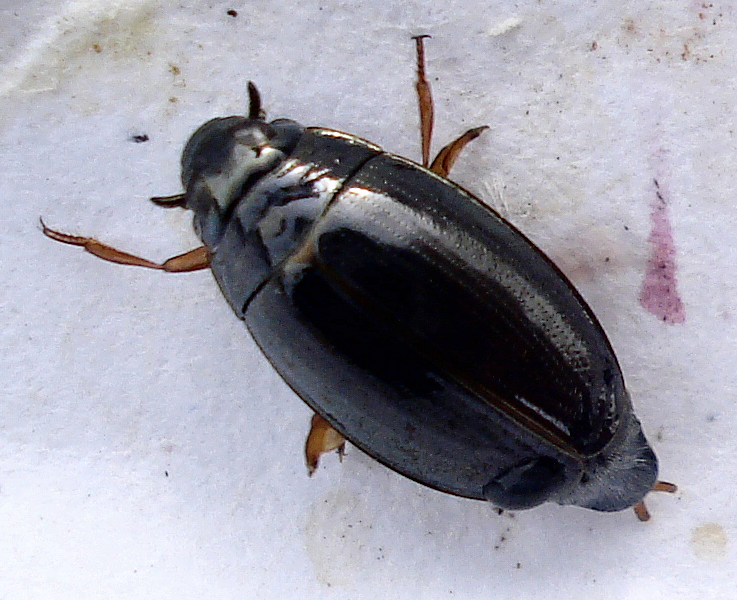
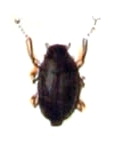
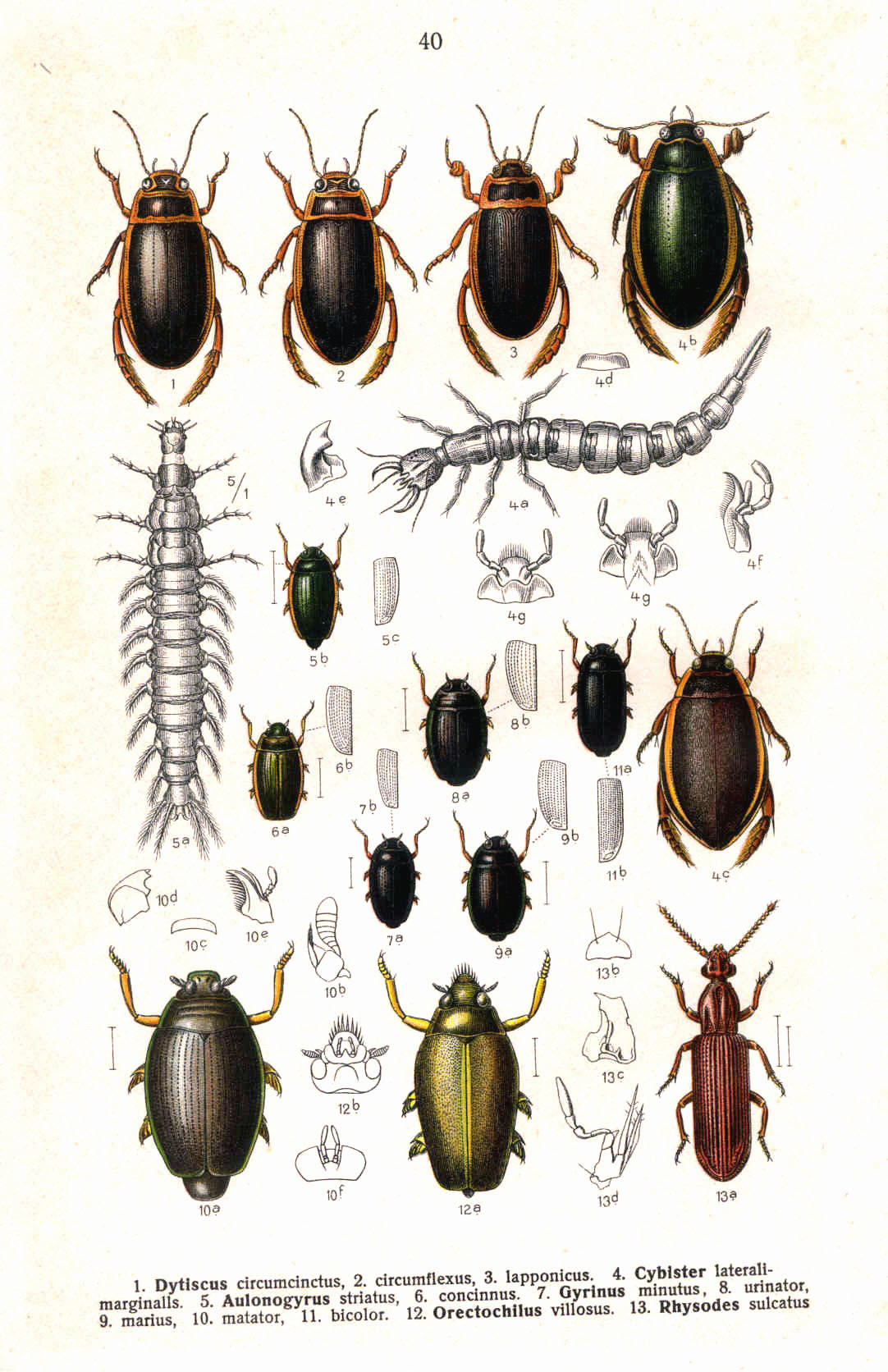
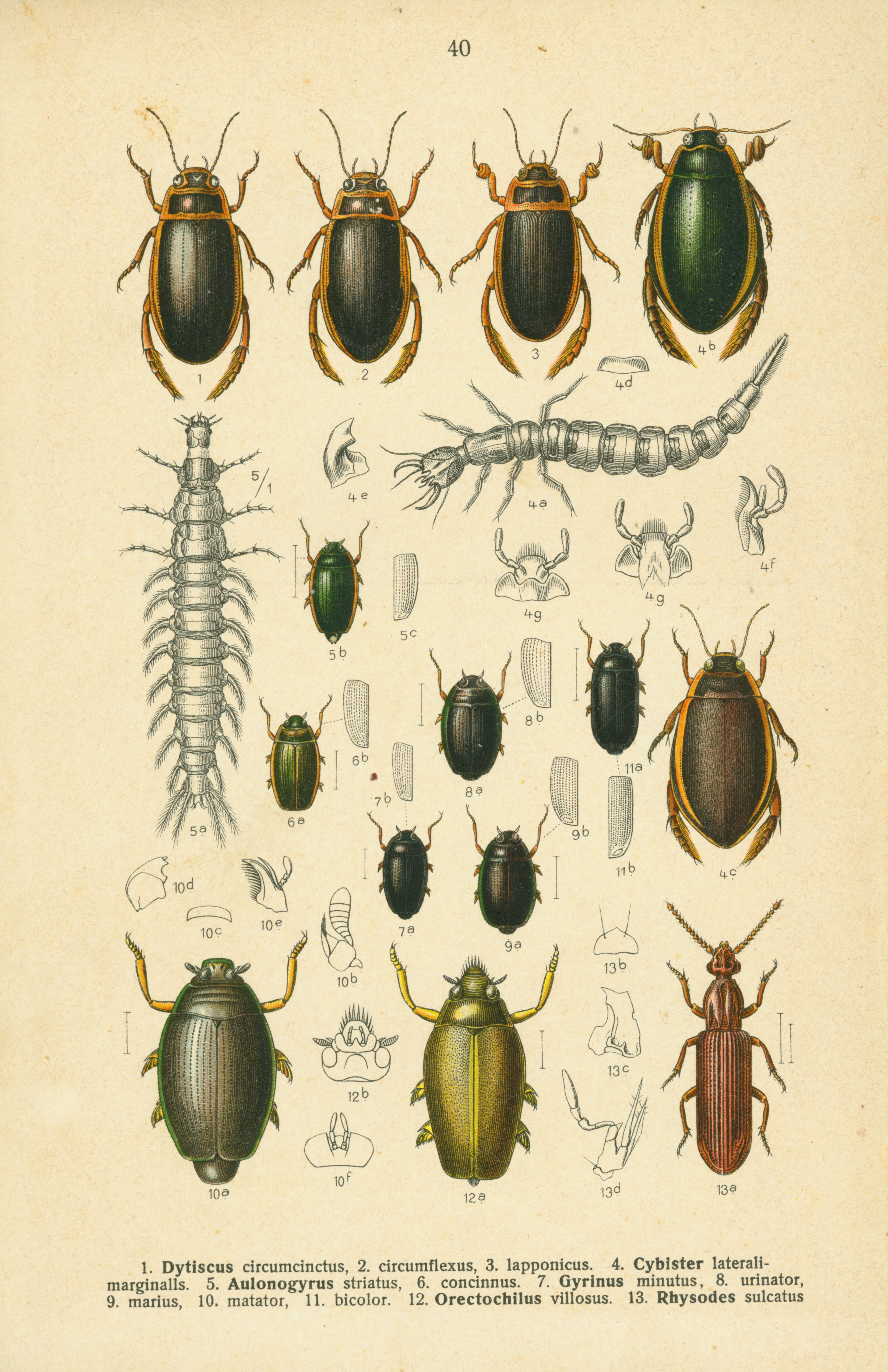